# Joseph Mathy
Joseph Mathy (Lüben (Duitsland), 8 juli 1944 - Edingen, 25 augustus 1969) is een voormalig Belgisch wielrenner.
Joseph Mathy overleed op 25 augustus 1969. Hij beleefde dat jaar het beste seizoen uit zijn loopbaan. Tijdens de terugkeer van een criterium in Zingem werd een auto-ongeluk hem fataal. Joseph Mathy was op dat moment 25 jaar oud, had een succesvolle loopbaan bij de amateurs achter de rug en was in 1963 beroepsrenner geworden.

## Belangrijkste overwinningen
1966
- 4e etappe Ronde van Luxemburg

1969
- GP de Denain
- 2e etappe deel a Vierdaagse van Duinkerke

## Resultaten in voornaamste wedstrijden
| Jaar | Ronde van Italië | Ronde van Frankrijk | Ronde van Spanje |
| ---- | ---------------- | ------------------- | ---------------- |
| 1964 |                  |                     |                  |
| 1966 |                  | opgave              |                  |
| 1967 |                  |                     |                  |
| 1968 |                  |                     |                  |
| 1969 |                  |                     |                  |

| Jaar | Gent-Wevelgem | Parijs-Tours |
| ---- | ------------- | ------------ |
| 1964 | 50e           |              |
| 1966 |               |              |
| 1967 |               | 70e          |
| 1968 |               | 29e          |
| 1969 | 59e           |              |

Wielerploegen van Joseph Mathy
Baele ·
Baldasseroni ·
Beaufrère ·
Bracke ·
Cerami ·
Colette ·
Daems ·
Descombin ·
Duez ·
Forestier ·
Gabard ·
Gaignard ·
Gaul ·
Giscos ·
de Haan ·
Hamon ·
Hocquaux ·
Hoevenaars ·
Impanis ·
Kunde ·
Lach ·
Le Hec ·
Le Lan ·
Le Mellec ·
Lewicki ·
Mastrotto ·
Mathy ·
Monty ·
Morn ·
Nédélec ·
Paillier ·
Rentmeester ·
Robinson ·
Rohrbach ·
Ruby · 
Schoubben ·
Scob ·
Simon ·
Simpson ·
Tymen ·
Valdois ·
Vallée ·
Vanderveken ·
Vannitsen ·
Viot ·
Walryck ·
Wolfshohl
Arze ·
Beaufrère ·
Bocquillon ·
Bölke ·
Bracke ·
Daems ·
Duez ·
Forestier ·
Gabard ·
Giscos ·
Gonzales ·
Hamon ·
Jankowski ·
Kunde ·
Le Hec ·
Le Mellec ·
Le Menn ·
Lepolard ·
Mahé ·
Mastrotto ·
Mathy ·
Mertens ·
Nédélec ·
Niel ·
Paris ·
Pingeon ·
Ruby · 
Seyve ·
Simpson ·
Valdois ·
Van Coningsloo ·
Vera ·
Wolfshohl
Baguet ·
Ballegeer ·
De Pauw ·
De Wolf ·
Decraeye ·
Delvael ·
Derboven ·
A. Desmet ·
H. Desmet ·
Himpe ·
Jaroszewicz ·
Lykke ·
Maes ·
Mathy ·
Merckx ·
Peelen ·
Planckaert ·
Schroeders ·
Scrayen ·
Sels ·
Seneca ·
Sercu ·
Severeyns ·
Sorgeloos · 
Staldeur ·
Stevens ·
Van Aerde ·
Van De Kerckhove · 
Van Looy ·
Van Steenbergen ·
Van Vreckom ·
Vandecaveye